# Emory Washburn
Emory Washburn (14 de Fevereiro de 1800 – 18 de Março de 1877) foi um advogado, político e historiador americano. Foi Governador de Massachusetts por um mandato (de 1854 até 1855) e exerceu por vários anos no corpo docente da Harvard Law School. Sua história nos primeiros anos do Supremo Tribunal Judicial de Massachusetts ainda é considerada um trabalho fundamental sobre o assunto.
Nascido em Leicester, Massachusetts, Washburn frequentou a Dartmouth e a Williams antes de estudar direito. Depois de criar na qual cresceu e tornou-se uma advocacia bem-sucedida e notável em Worcester, Washburn entrou na política como um Whig. Depois de exercer vários anos na legislatura do estado, foi eleito governador em 1853. Apesar de seu apoio a uma agenda reformista, foi afastado do cargo na onda do Sabe Nada em 1854.
Washburn entrou para o corpo docente da Harvard Law em 1856, onde era uma figura popular e influente até sua aposentadoria em 1876. Suas publicações, além de sua história do STJ, incluem uma história de sua cidade natal, Leicester, e inúmeros tratados sobre assuntos jurídicos.

## Primeiros anos
Emory Washburn nasceu no dia 14 de Fevereiro de 1800 em Leicester, Massachusetts, filho de Joseph e Ruth (Davis) Washburn, ambos eram de famílias descendentes da Nova Inglaterra. Era o sexto de sete filhos. Seu pai morreu quando tinha sete anos e o pastor local, Zephaniah Swift Moore, tornou-se uma grande influência em seus primeiros anos. Estudou na Leicester Academy e depois entrou na Dartmouth College, onde Moore ensinava idiomas, aos 13 anos. Acompanhou Moore quando o mesmo mudou-se para a Williams College em 1815, formando-se dois anos depois em uma turma de sete; foi influente na criação de uma associação de ex-alunos na Williams, exercendo como o primeiro presidente.

Os nossos julgamentos [são] como os nossos relógios: nenhum é igual, mas cada um acredita no seu.

- Anotação de Washburn feita enquanto era estudante de direito
Washburn então iniciou o estudo de direito, primeiro com Charles Dewey, juiz e advogado de Williamstown, e depois na Harvard Law School, com Asahel Stearns. Embora não tenha formado-se em Harvard, foi aceito na Ordem e abriu uma advocacia em Charlemont, Massachusetts. Depois de seis meses por lá, voltou para sua cidade natal de Leicester, onde exerceu até 1828. Nesse ano, mudou-se para Worcester, onde viveria e exerceria pelos próximos trinta anos. Em 1830, casou-se com Marianne Cornelia Giles, com quem teve três filhos e uma filha.

## Carreira política
Washburn foi eleito para a Câmara dos Representantes de Massachusetts em 1826, exercendo dois mandatos; sua única atividade notável foi no trabalho em comissão, preparando um estudo de viabilidade para uma ferrovia de Boston ao Rio Connecticut. Apoiava regularmente a Western Railroad em seus esforços para desenvolver a ferrovia a oeste de Boston. Washburn afirmou que as ferrovias poderiam "... impedir o ataque de qualquer invasor". Exerceria novamente na legislatura do estado em 1838 e 1877. De 1830 até 1834, exerceu na equipe do Governador Levi Lincoln, Jr. e em 1841 foi eleito para o Senado do Estado, onde exerceu dois anos. No segundo daqueles anos, foi presidente do comitê judiciário. Em 1844, foi nomeado juiz do Tribunal Geral de Apelos, cargo que ocupou até 1847. Durante esses anos, também criou e manteve o que foi descrito por um de seus colegas, George Frisbie Hoar, como uma das maiores e mais bem-sucedidas advocacia do Condado de Worcester, em parceria com John Davis, entre outros.
Em 1853, Washburn viajou para a Inglaterra para pesquisar o direito constitucional inglês. Enquanto estava fora, o Partido Whig nomeou-o como candidato a governador; não soube de sua indicação até que seu navio chegou a Halifax, Nova Escócia. Na eleição, derrotou Henry W. Bishop (Democrata) e Henry Wilson (Solo Livre) com 46% dos votos. Como a maioria dos votos era necessária no momento da vitória, a eleição foi decidida no senado do estado. Washburn foi o último governador eleito dessa maneira (a votação da maioria foi promulgada em 1855); também seria o último governador do Partido Whig. Durante seu primeiro ano no cargo, promoveu e promulgou com sucesso importantes leis em uma ampla agenda de assistência social, incluindo medidas acerca do alívio da dívida, contribuição aos pobres e loucos e ajuda financeira para estudantes femininas de medicina.

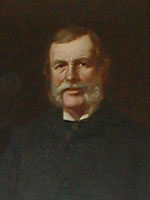
Henry Gardner derrotou Washburn nas eleições para governador de 1854.

Um evento importante que ocorreu durante o mandato de Washburn foi a prisão e o julgamento de Anthony Burns, sob os termos da Lei dos Escravos Fugitivos de 1850. O caso alarmou ativistas antiescravagistas, que protestaram do lado de fora do tribunal e buscaram recursos legais e extrajudiciais para a liberação segura de Burns. Washburn recusou-se a intervir no assunto, trazendo críticas e Burns permaneceu sob custódia no momento em que Washburn deixou o cargo. Eventualmente, Burns voltou à escravidão, depois que os abolicionistas compraram sua liberdade.
A campanha de 1854 viu o surgimento do movimento secreto Sabe Nada na política de Massachusetts. Washburn defendia a reeleição, mas o sistema do partido Whig geralmente desconhecia a força dos Sabe Nada e desconsiderava seus candidatos. Um comentarista descreveu a lista dos Sabe Nada como "ministros caducos, arrancadores de dentes mentirosos e padres desonestos", e o oponente de Washburn, ex-Whig Henry J. Gardner, como um "canalha frágil" que não tinha chance de ganhar. O resultado da eleição de Novembro foi esmagadora: Washburn recebeu apenas 21% dos votos e os candidatos do Sabe Nada conquistaram todos os principais estados e gabinetes do Congresso, bem como a maioria dos cargos na legislatura do estado.

## Professor de direito
No ano seguinte, ofereceram-lhe um cargo como professor na Harvard Law School, que tornou-se professor titular em 1856. O cargo já havia sido ocupado pelo Juiz Edward G. Loring, na qual os Supervisores de Harvard recusaram-se a manter depois que ele determinou que Burns fosse devolvido à escravidão. Nos vinte anos seguintes, Washburn exerceu como uma das três figuras dominantes (junto com Theophilus Parsons e Joel Parker) na formação das práticas e currículo da faculdade de direito. O historiador jurídico Charles Warren escreveu sobre os três: "Parker era o grande advogado; Parsons, o grande professor; e Washburn, o grande homem". Os três criaram um ambiente de aprendizado colegial e aberto na faculdade de direito. Washburn elaborou um número significativo de tratados e livros jurídicos durante seu mandato em Harvard; seu Tratado sobre a Lei Americana de Imóvel formou a base para os cursos de Harvard e, posteriormente, os livros didáticos sobre o assunto para o próximo século. Seus interesses na história e no direito surgiram nesses anos, com várias de suas publicações cobrindo aspectos de ambos os assuntos.

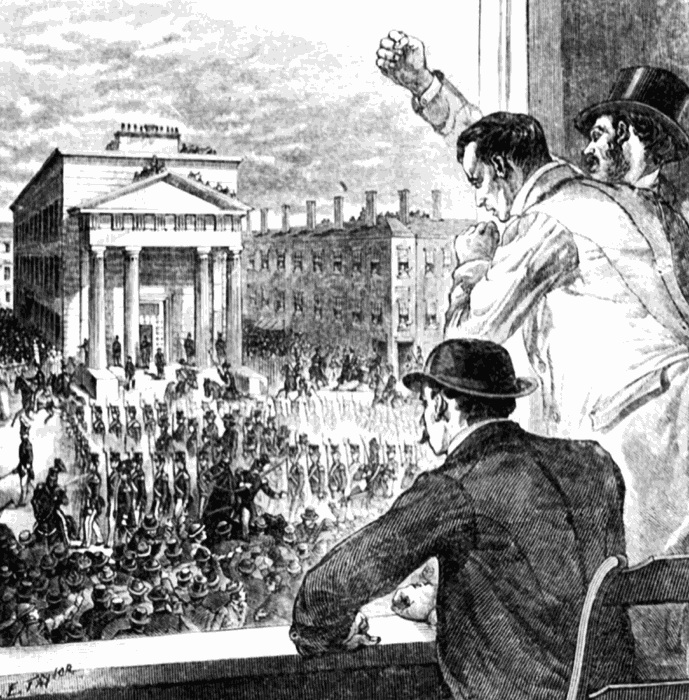
Uma representação de 1895 dos protestos de 1854 em torno da prisão e julgamento de Anthony Burns

Em 1860, Washburn participou de convocações públicas para a revogação das leis de liberdade pessoal do estado. Essas leis, que foram criadas para dificultar o máximo possível a aplicação da Lei dos Escravos Fugitivos de 1850, foram caracterizadas por seus oponentes como uma afronta aos interesses dos proprietários de escravos e como uma fonte de grande tensão entre o norte e o sul. Quando a Guerra Civil Americana começou em 1861, Washburn conduziu os pedidos de harmonia na faculdade de direito, que tinha estudantes de ambos os estados do norte e do sul. Também exerceu, apesar de sua idade relativamente avançada, em uma unidade da milícia da guarda voluntária e apoiou o esforço militar escrevendo, fazendo discursos e doando dinheiro.
Washburn era um professor popular e dedicado. Às vezes, os alunos assistiam às aulas apenas para ouvi-lo falar e ele estava sempre disposto a ajudar os alunos em assuntos acadêmicos e pessoais. Também ajudava regularmente recém-formados quando ingressavam na profissão.
Em 1870, a Faculdade de Direito contratou Christopher Langdell para ser o primeiro reitor. Langdell começou a instituir mudanças significativas na escola, com as quais Washburn concordava com a maioria. Finalmente renunciou ao cargo de professor em 1876 e abriu uma advocacia em Cambridge. Foi incentivado a concorrer ao Congresso dos Estados Unidos, mas recusou. Foi convencido a defender mais uma vez a Câmara de Massachusetts, para a qual foi eleito. Morreu no cargo no dia 18 de Março de 1877 em Cambridge e foi sepultado no Mount Auburn Cemetery.

## Historiador
Washburn tinha um interesse longo e permanente na história local e estadual. Em 1826, publicou uma curta história de Leicester em uma revista de Worcester. Esta obra formou a base de seus Esboços Históricos da Cidade de Leicester, Massachusetts, publicados em 1860. Foi eleito membro da American Antiquarian Society em 1827, iniciando uma associação de longa data com essa organização. Exerceu como secretário da sociedade para correspondência estrangeira de 1866 até 1867 e, em seguida, secretário de correspondência doméstica de 1867 até 1877. Uma grande parte de seus documentos pessoais e comerciais também estão nas coleções. Mais tarde, tornou-se membro contribuinte da Sociedade Histórica e Genealógica da Nova Inglaterra e foi membro da Sociedade Histórica de Massachusetts e da Academia Americana de Artes e Ciências. Em 1840, publicou Esboços da História Judicial de Massachusetts, que fornece uma história básica da Suprema Corte de Judicatura de Massachusetts (antecedente do atual Supremo Tribunal Judicial de Massachusetts) e de seus juízes. O biógrafo Robert Spector descreve como "o ponto inicial e a base" para o trabalho histórico jurídico relacionado ao tribunal. Washburn considerava-se mais antiquário do que um historiador: acreditava que era importante conservar artefatos e informações históricas, deixando a interpretação desses para outros. Escreveu sobre a importância, por exemplo, da necessidade de o Estado preservar seus próprios documentos históricos (algo que não recebeu muita atenção em seus primeiros anos).

## Publicações
- Washburn, Emory (1840). Sketches of Massachusetts Judicial History. Boston: Little, Brown. OCLC 12348114
- Washburn, Emory (1855). Brief Sketch of the History of Leicester Academy. Boston: Phillips, Sampson. OCLC 8999551
- Washburn, Emory (1860). Historical Sketches of the Town of Leicester, Massachusetts. Boston: J. Wilson. OCLC 1727577
- Washburn, Emory (1860–1862). A Treatise on the American Law of Real Property. Boston: Little, Brown. OCLC 426759176
- Washburn, Emory (1863). A Treatise on the American Law of Easements and Servitudes. Philadelphia: George W. Childs. OCLC 3004970
- Washburn, Emory (1876). Lectures on the Study and Practice of the Law 5th ed. Boston: Little, Brown